# Подволочье (Архангельская область)
Подволочье — деревня в Плесецком районе Архангельской области. Часть бывшего села Тарасово. Административный центр Тарасовского сельского поселения. Летом 2005 года в селе отмечали 450 лет со дня его первого упоминания.

## География
Деревня Подволочье расположена на возвышености, на левом берегу реки Пукса (приток Мехреньги), напротив деревни Якшина, к которой проложен автомобильный мост. Деревня находится к юго-западу от райцентра Плесецк и города Мирный. К востоку от Подволочья находятся деревни Наволок и Алексеевская.

## Население
Численность населения деревни, по данным Всероссийской переписи населения 2010 года, составляла 113 человек. В 2009 году числилось 165 человек.

## Инфраструктура
В деревне находится отделение Почты России, фельдшерско-акушерский пункт, средняя школа, библиотека, клуб, котельная, электроподстанция и 2 частных магазина. так же в Подволочье есть здание администрации Тарасовского сельского поселения и 2 таксофона. В школе расположен краеведческий музей.

## История
Деревня впервые упоминается в «Платежнице Я.Сабурова и И.Кутузова» в 1556 году в составе Тарасова погоста Каргопольского уезда. В 1720—1763 годы через Подволочье и соседнюю деревню Алексеевскую проходил почтовый тракт из Санкт-Петербурга в Архангельск. В XVIII веке в Подволочье были построены 2 деревянных храма: Во имя Рождества Христова и во имя Иоанна Предтечи. после пожара 1800 года,  в 1810 году была построена каменная Рождественская церковь, разрушенная в начале 1930-х годов. В 1918—1920 годы в деревне располагались войска интервентов и белогвардейцев. В советское время в деревне действовал колхоз, гидроэлектростанция и ряд пищевых предприятий.

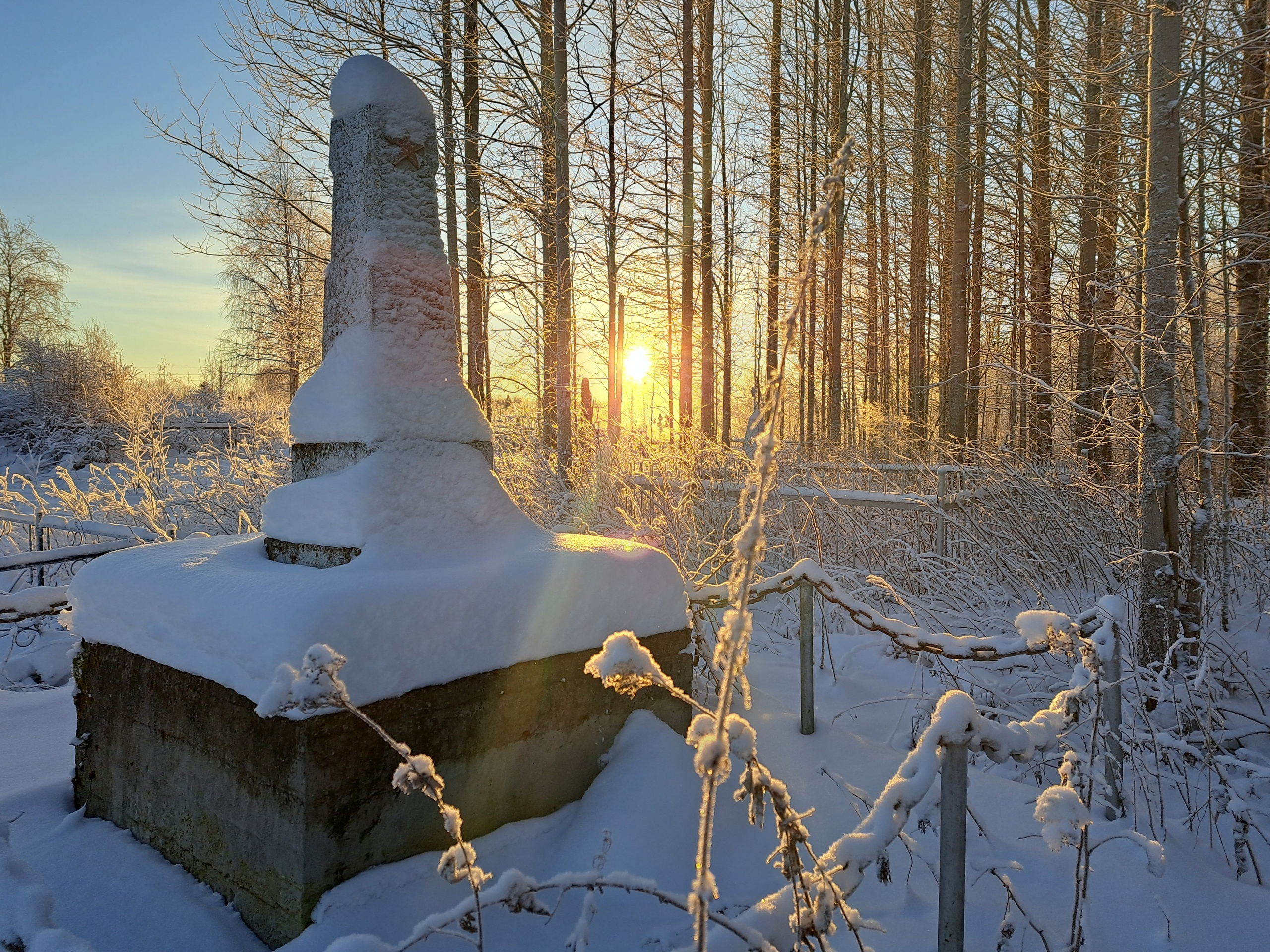
Памятник на территории деревни

### Карты
- Топографическая карта P-37-11_12.
- Подволочье на карте Wikimapia
- Подволочье. Публичная кадастровая карта